# Sparganothina trispinosa
Espèce
Sparganothina trispinosa est une espèce de papillons de nuit de la famille des Tortricidae.

## Répartition et habitat
Sparganothina trispinosa est décrite du Costa Rica.

## Taxinomie
L'espèce Sparganothina trispinosa est décrite par Bernard Landry en 2001.